# قائمة المليارديرات النمساويين
تستند قائمة فوربس التالية للمليارديرات النمساويين إلى التقييم السنوي للثروة والأصول التي جمعتها ونشرتها مجلة فوربس في عام 2020.

## 2020 قائمة المليارديرات النمساويين
| الترتيب العالمي | اسم             | المواطنة | صافي الثروة (بالدولار الأمريكي) | مصادر الثروة   |
| --------------- | --------------- | -------- | ------------------------------- | -------------- |
| 57              | ديتريش ماتيشيتز | النمسا   | 16.5 مليار                      | ريد بول        |
| 230             | يوهان جراف      | النمسا   | 6.5 مليار                       | نوفوماتيك      |
| 361             | رينيه بينكو     | النمسا   | 4.7 مليار                       | Signa القابضة  |
| 401             | جورج شتومبف     | النمسا   | 4.4 مليار                       | مجموعة Stumpf  |
| 680             | هيدي هورتن      | النمسا   | 3 مليار                         | Horten AG      |
| 1135            | هيلموت سومين    | النمسا   | 1.9 مليار                       | مجموعة BW      |
| 1135            | مايكل توجنر     | النمسا   | 1.9 مليار                       | فارتا          |
| 1730            | وولفجانج ليتنر  | النمسا   | 1.2 مليار                       | مجموعة أندريتز |
| 1851            | غاستون غلوك     | النمسا   | 1.1 مليار                       | غلوك           |

## أغنى شركة نمساوية
- سواروفسكي | النمسا | 4.2 مليار دولار أمريكي | مجوهرات